# 홍강
홍강(베트남어: Sông Hồng / 瀧紅), 홍하(베트남어: Hồng Hà / 紅河) 또는 훙허강(중국어: 红河, 병음: Hónghé)는 중국 윈난성에서 발원하여 베트남을 거쳐 통킹만의 남중국해로 흐르는 강이다. 베트남 수도인 하노이를 거쳐 흐른다.

## 지리
홍강은 중국 윈난성 다리시 남쪽의 산맥에서 발원한다. 이 강은 남동쪽으로 흘러, 중국을 빠져 나가기 전에 훙허 하니족 이족 자치주에 있는 다이족 거주 지역을 관통한다. 이곳에서 베트남의 라오까이성으로 들어가게 되며, 그리하여 중국과 베트남 사이의 자연 국경을 형성한다.

## 역사
프랑스 식민정부는 응우옌 왕조와 청 왕조를 제압하고 인도차이나 식민지를 건설할 때 베트남을 세 조각으로 나누어 통치했다. 그 중 제일 북쪽에 존재하던 식민지가 홍강 삼각주를 중심으로 하는 북베트남 일대로 통킹이라는 이름이 붙여졌다. 통킹은 응우옌 왕조의 수도인 후에를 중심으로 하는 바로 남쪽의 안남과는 마강을 경계로 삼고 있었다.

## 댐
윈난의 홍강 유역에 많은 수력발전소가 건설되어 있다.
- 다완 댐
- 다천허 1 댐
- 다천허 2 댐
- 난샤 댐, 위안양현 난샤읍 근처
- 마두샨 댐(红河马堵山水电站), 거주시 만하오읍 근교

홍강 지류에는 더 많은 댐이 존재하고 있다. 가장 초기의 것들로는 1972년 베트남에 지어진 탁바 댐이 있고, 이 댐의 건설로 탁바호가 만들어졌다.

## 같이 보기
- 원강 (하천)
- 홍강 삼각주
- 중화인민공화국의 지리
- 베트남의 지리